# Костел святих апостолів Петра і Павла (Жеребки)
Костел святих апостолів Петра і Павла в Жеребках — римсько-католицька церква в селі Жеребках Тернопільської области України.

## Відомості
- поч. XX ст. — збудовано філіальний мурований костел.
- 1936 — перебудовуваний або ремонтований.
- 1940-і—1995 — храм зачинений.